# Chivatagundi, Sampgaon
Chivatagundi là một làng thuộc tehsil Sampgaon, huyện Belgaum, bang Karnataka, Ấn Độ.